# Engelmar Unzeitig

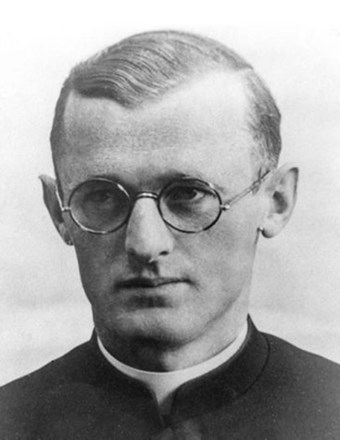
Seliger Pater Engelmar Unzeitig

Engelmar Unzeitig (* 1. März 1911 in Greifendorf bei Zwittau, Schönhengstgau  als Hubert Unzeitig; † 2. März 1945 im KZ Dachau) war ein deutscher katholischer Priester, Bekenner und Märtyrer in der Zeit des Nationalsozialismus. Am 24. September 2016 wurde er in Würzburg seliggesprochen.

## Leben
Hubert Unzeitig arbeitete nach der Volksschule auf dem elterlichen Bauernhof in Greifendorf; sein Vater war im Ersten Weltkrieg 1916 in russischer Kriegsgefangenschaft an Typhus gestorben, die Mutter musste die sechs Halbwaisen fortan allein großziehen. Da Unzeitig Missionar werden wollte, schloss er sich im Alter von 17 Jahren der Gemeinschaft der Mariannhiller  Missionare in Reimlingen bei Nördlingen an und erhielt den Ordensnamen Engelmar. Als Spätberufener holte er 1934 das Abitur nach und studierte anschließend Theologie und Philosophie in Würzburg. 1939 wurde er zum Priester geweiht, am 15. August 1939 feierte er Primiz in seinem Heimatort Greifendorf. Der Beginn des Zweiten Weltkriegs verhinderte, dass er seine Sehnsucht erfüllen konnte, in die Mission zu gehen. Stattdessen arbeitete P. Engelmar zunächst im Ordenshaus in Riedegg (Oberösterreich), wo er unter anderem französische Kriegsgefangene betreute. Ab Oktober 1940 war er Seelsorger in Glöckelberg bei Krummau im Böhmerwald.
Gegen die Verfolgung der Juden protestierte er sowohl im Religionsunterricht als auch von der Kanzel. Anfang 1941 wurde P. Engelmar wegen „tückischer Äußerungen und Verteidigung der Juden“ angezeigt und am 21. April von der Gestapo verhaftet. Ohne Gerichtsverhandlung wurde er nach sechs Wochen Untersuchungshaft in Linz an der Donau am 8. Juni 1941 in das Konzentrationslager Dachau gebracht; dort war er im Pfarrerblock inhaftiert. Als im November 1944 eine Flecktyphusepidemie ausbrach, meldete sich P. Engelmar freiwillig zur Pflege der Kranken. Hunderten Sterbenden, darunter vielen Russen, spendete er die Sterbesakramente. Andere Häftlinge rettete er vor dem Hungertod, indem er ihnen sein Essen gab. Schließlich starb er selbst am Flecktyphus. Von Mithäftlingen und Überlebenden wurde er als „Engel von Dachau“ und „Maximilian Kolbe der Deutschen“ bezeichnet. So sagte beispielsweise P. Clemente Pereira SJ über ihn: „Ich nehme das Wort ‚Heiliger‘ nicht gern in den Mund. Bei Pater Unzeitig ist es am richtigen Platz. Er war ein Heiliger!“

## Seligsprechung
Das Seligsprechungsverfahren wurde 1991 eingeleitet. 2009 unterzeichnete Papst Benedikt XVI. ein Dekret der Heiligsprechungskongregation, das Unzeitig den heroischen Tugendgrad zuerkennt. Am 22. Januar 2016 bestätigte Papst Franziskus das Martyrium, womit die entscheidenden Voraussetzungen für die Seligsprechung erfüllt waren.  Der Kardinalpräfekt der Kongregation für die Selig- und Heiligsprechungsprozesse, Angelo Amato, nahm am 24. September 2016 im Würzburger Dom die Seligsprechung P. Engelmars vor.

## Gedenken

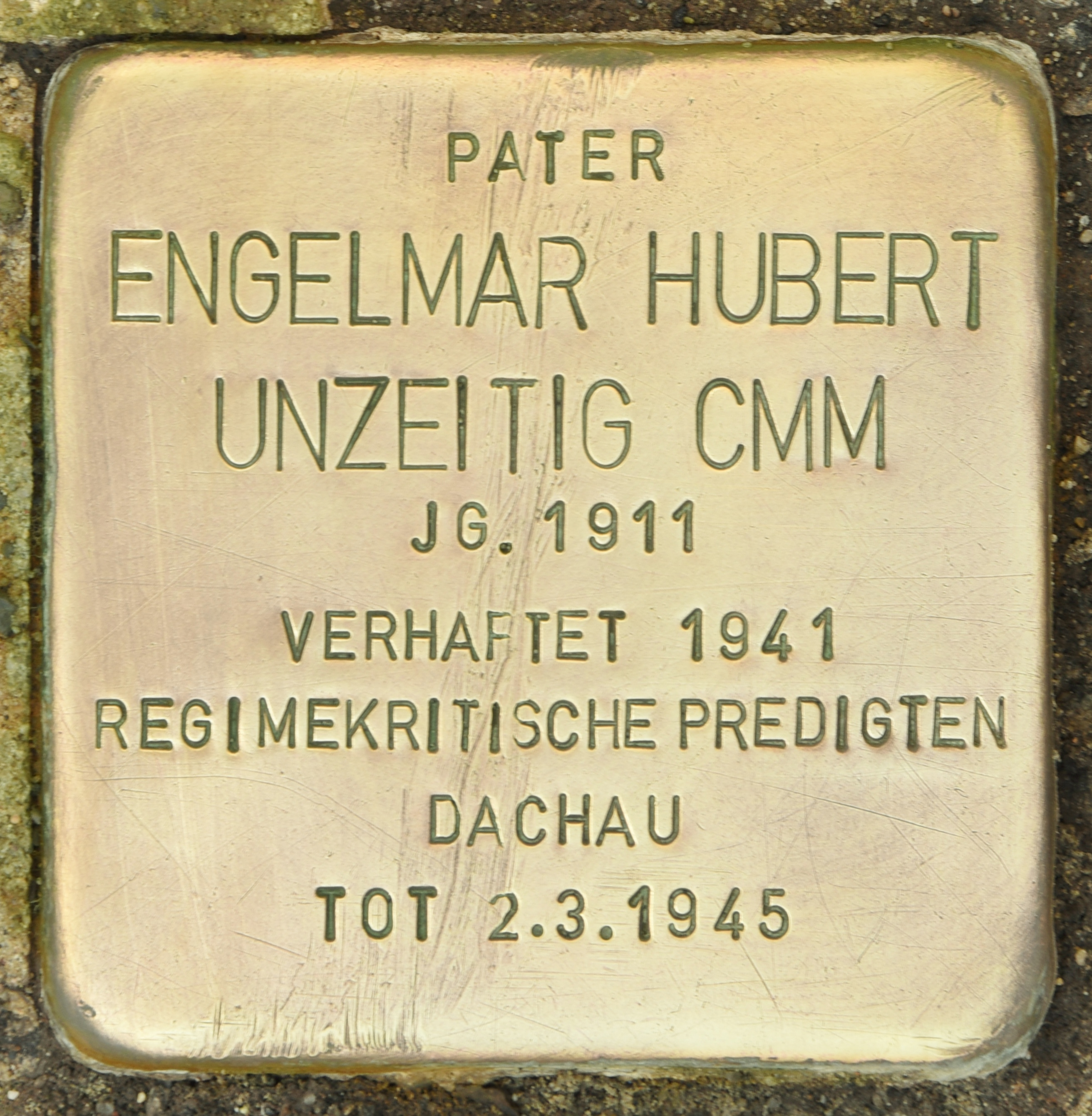
Stolperstein für Engelmar Unzeitig in Würzburg.

- P. Engelmar Unzeitigs Asche wurde aus dem KZ geschmuggelt und am 30. April 1945 auf dem städtischen Friedhof in Würzburg beigesetzt.[1] 1968 übertrugen die Mariannhiller Missionare die Reliquien in die Herz-Jesu-Kirche in Würzburg, in der P. Engelmar einst die Priesterweihe empfangen hatte, und richteten dort in einer Kapelle eine Gedenkstätte ein.

- Der Ort Glöckelberg im Böhmerwald ging infolge der Vertreibung der Sudetendeutschen unter, nur die Kirche überdauerte und wurde nach der Wende von 1989/1990 renoviert. Sie dient heute auch zu Gottesdiensten von Deutschen und Tschechen im Gedenken an Engelmar Unzeitig. Eines ihrer Fenster stellt Engelmar Unzeitig als KZ-Häftling dar, der seinen Mitgefangenen beisteht.[7]

- Der Monteverdichor Würzburg widmete seine Konzerte Die Seligpreisungen am 16. und 17. Juli 2010 Pater Engelmar Unzeitig und Georg Häfner.[8]
- Am 28. Juni 2011 wurde in Würzburg vor dem Kloster Mariannhill in der Mariannhillstraße 1 (Stadtbezirk Frauenland) ein Stolperstein zur Erinnerung an Engelmar Unzeitig verlegt.

- Die katholische Kirche hat Engelmar Unzeitig als Glaubenszeugen in das deutsche Martyrologium des 20. Jahrhunderts aufgenommen.

- Im Linzer Dom wurden bei der Weihe des neuen Altars am 8. Dezember 2017 die Reliquien von Engelmar Unzeitig und Josef Mayr-Nusser unter dem Altar beigesetzt.[9]

## Schriften
- Briefe aus dem KZ Dachau (1941–1945), zusammengestellt von Wolfgang Zürrlein. Missionsverlag Mariannhill, Reimlingen 1993, ISBN 3-922267-61-0.

## Filme
- Max Kronawitter: Der Engel von Dachau (Erstausstrahlung im Bayerisches Fernsehen am 25. September 2016)
- Max Kronawitter: Stärker als der Tod (Filmdokumentation zur Seligsprechung, Ikarus Film 2016)